# InterPlanetary File System
InterPlanetary File System (amb acrònim IPFS, sistema de fitxers interplanetari) és un protocol dissenyat adreçat a crear un mètode descentralitzat per a l'emmagatzematge i compartiment d'arxius. Els nodes en una xarxa IPFS formen un sistema de fitxers distribuït. IPFS és un projecte de codi obert desenvolupat des del 2014 per l'empresa Protocol Labs amb l'ajut de la comunitat de codi obert. IPFS va ser dissenyat inicialment per Juan Benet.
- IPFS és un sistema d'arxius distribuïts del tipus d'igual a igual (peer-to-peer).
- IPFS és similar al protocol distribuït BitTorrent.[4]
- IPFS està format per un bloc d'enllaços que constitueixen un arbre de Merkel (Graf acíclic dirigit) i taules de hash distribuïdes.
- IPFS es pot accedir de diferents formes, incloent FUSE i HTTPS.

El 25 de setembre de 2017 el subdomini gateway.ipfs.io es va censurar temporalment a l'estat espanyol, entre més d'un centenar d'altres webs, per part dels operadors d'Internet a petició del TSJC en el marc de la prevenció de la celebració del referèndum sobre la independència de Catalunya de 2017.